# Porrerus
Porrerus é um género de formiga-leão pertencente à família Myrmeleontidae.
As espécies deste género podem ser encontradas no Caribe.
Espécies:
- Porrerus dealbatus (Navás, 1932)
- Porrerus dominicanus Poinar & Stange, 1996
- Porrerus famelicus Navás, 1913